# جوديث مكوي ميلر
جوديث مكوي ميلر (بالإنجليزية: Judith McCoy Miller)‏ (1944)؛ روائية أمريكية.